# Czech International 2010
Die 39. Yonex Czech International Championships 2010 im Badminton fanden vom 30. September bis zum 3. Oktober in Brno, Brno Trade Fair, Výstaviště 1, Pavilion F, statt. Der Referee war Ivanka Pokorni aus Kroatien. Das Preisgeld betrug 15.000 US-Dollar und das Turnier wurde damit in das Level 4A des BWF-Wertungssystems eingeordnet.

## Sieger und Platzierte
| Disziplin    | Gold                                  | Silber                     | Bronze                              |
| ------------ | ------------------------------------- | -------------------------- | ----------------------------------- |
| Herreneinzel | Ajay Jayaram                          | Scott Evans                | Mattias Wigardt                     |
| Herreneinzel | Ajay Jayaram                          | Scott Evans                | Rune Ulsing                         |
| Dameneinzel  | Karina Jørgensen                      | Sashina Vignes Waran       | Tatjana Bibik                       |
| Dameneinzel  | Karina Jørgensen                      | Sashina Vignes Waran       | Patty Stolzenbach                   |
| Herrendoppel | Chris Langridge Robin Middleton       | Marcus Ellis Peter Mills   | Scott Evans Sam Magee               |
| Herrendoppel | Chris Langridge Robin Middleton       | Marcus Ellis Peter Mills   | Simon Bergström Patrik Lundqvist    |
| Damendoppel  | Selena Piek Iris Tabeling             | Maria Helsbøl Anne Skelbæk | Mariya Ulitina Natalya Voytsekh     |
| Damendoppel  | Selena Piek Iris Tabeling             | Maria Helsbøl Anne Skelbæk | Laura Choinet Weny Rasidi           |
| Mixed        | Anders Skaarup Rasmussen Anne Skelbæk | Jelle Maas Iris Tabeling   | Viki Indra Okvana Gustiani Megawati |
| Mixed        | Anders Skaarup Rasmussen Anne Skelbæk | Jelle Maas Iris Tabeling   | Mats Bue Sara Thygesen              |

## Finalergebnisse
| Disziplin    | Sieger                                | Finalist                   | Ergebnis         |
| ------------ | ------------------------------------- | -------------------------- | ---------------- |
| Herreneinzel | Ajay Jayaram                          | Scott Evans                | 21:11 21:8       |
| Dameneinzel  | Karina Jørgensen                      | Sashina Vignes Waran       | 24:22 22:20      |
| Herrendoppel | Chris Langridge Robin Middleton       | Marcus Ellis Peter Mills   | 21:9 21:19       |
| Damendoppel  | Selena Piek Iris Tabeling             | Maria Helsbøl Anne Skelbæk | 22:20 15:21 21:7 |
| Mixed        | Anders Skaarup Rasmussen Anne Skelbæk | Jelle Maas Iris Tabeling   | 21:16 21:11      |